# Sibbaboda
Sibbaboda är en by i Torhamns socken i Karlskrona kommun i Blekinge län.

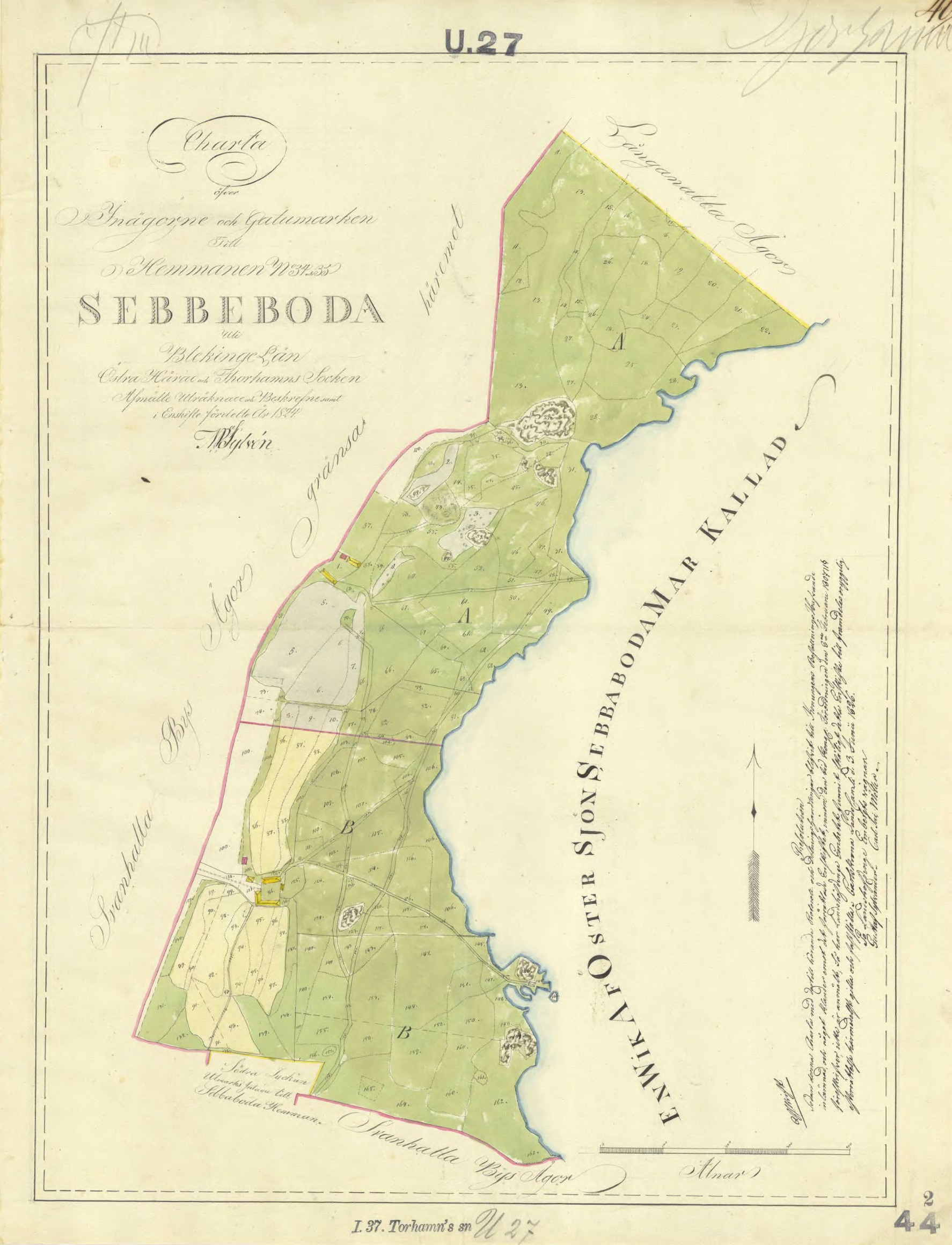
Historisk karta över Sibbaboda från 1823